# Cathrine Laudrup-Dufour
 (août 2024).
 (août 2024).
Si vous disposez d'ouvrages ou d'articles de référence ou si vous connaissez des sites web de qualité traitant du thème abordé ici, merci de compléter l'article en donnant les références utiles à sa vérifiabilité et en les liant à la section « Notes et références ».
Pour les articles homonymes, voir Laudrup et Dufour.
Cathrine Laudrup-Dufour, née le 2 janvier 1992, est une cavalière de dressage danoise.
Elle participe aux Jeux olympiques d'été de 2016 à Rio de Janeiro où elle termine 13e en individuel et 6e en équipe. Aux Jeux olympiques d'été de 2020 à Tokyo, elle termine 4e dans les épreuves de dressage individuel et par équipe.

## Carrière sportive
Cathrine Laudrup-Dufour commence l'équitation à 5 ans et rejoint l'équipe nationale danoise de dressage de poney à 12 ans. Elle remporte plusieurs médailles aux championnats danois et européens juniors et jeunes cavaliers.

## Résultats olympiques
| Année | Epreuve             | Score  | Place |
| ----- | ------------------- | ------ | ----- |
| 2016  | Dressage individuel | 78.143 | 13    |
| 2016  | Dressage en équipe  | 74.311 | 6     |
| 2020  | Dressage individuel | 87.507 | 4     |
| 2020  | Dressage en équipe  | 7540.0 | 4     |